# 孫旬
孫旬（1541年—？），字若穆，號滸西，山東登州府萊陽縣人，軍籍，明朝政治人物。

## 生平
嘉靖⼆十年（1541年）出生。隆慶元年（1567年）丁卯科山東鄉試第五十九名舉人，萬曆二年（1574年）中式甲戌科會試第二百九十名，三甲第六名進士。授行人司行人，八年六月選授陝西道試御史，十年巡鹽兩浙，十六年巡按順天，十七年三月升順天府府丞，十二月升大理寺右少卿，十八年四月升大理寺左少卿，官至提督操江右僉都御史。

## 家族
曾祖孫惠；祖父孫節；父孫紹先，曾任知縣。母戴氏。